# إسى باي حجينسكي
إسى باي عبد السلام أغلو حجينسكي - (بالأذربيجانية: İsa bəy Əbdüssalam bəy oğlu Hacınski), واحد من أكبر مالكي النفط و مبشر و نأمور و محسن في أوائل القرن العشرين.

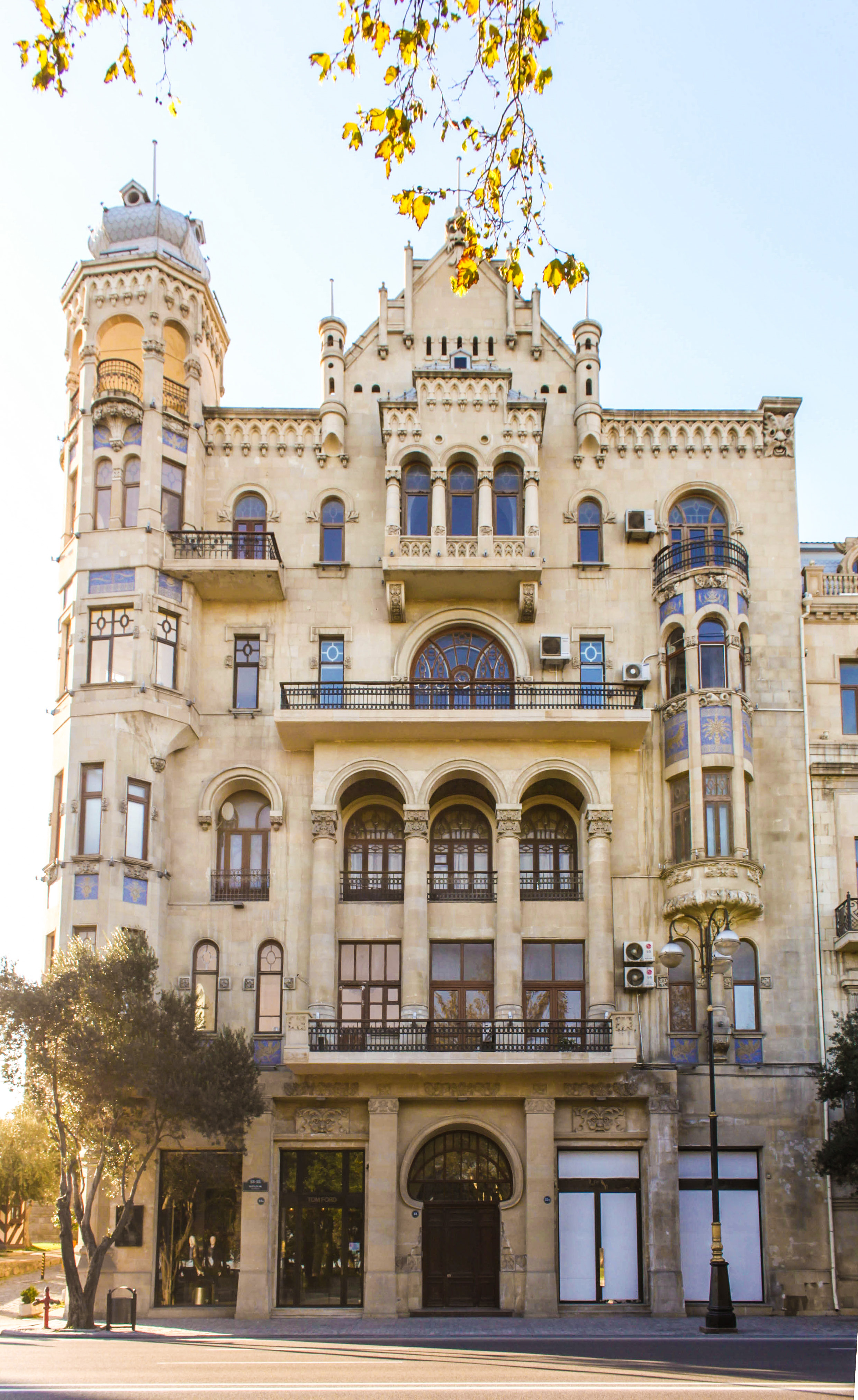
بيت إسى باي حجينسكي في شارع نفاطون

## حياته شخصية
ولد إسى باي حجينسكي في 1861, في مدينة باكو. ملكت عائلة حجينسكي أراض واسعة في قريتي بالاخاني ورامانا. بعد قليل تم تم اكتشاف رواسب نفطية كبيرة.
نتيجة هذا، في بداية القرن العشرين، طور حجينسكي نشاطًه رياديًا قويًا في في صناعة النفط.
أسس حجينسكي شركته النفط، في عام 1903.
```
خلال سنتين الأولين هذه الشركة أنتجت نصف مليون باون من النفط.
```

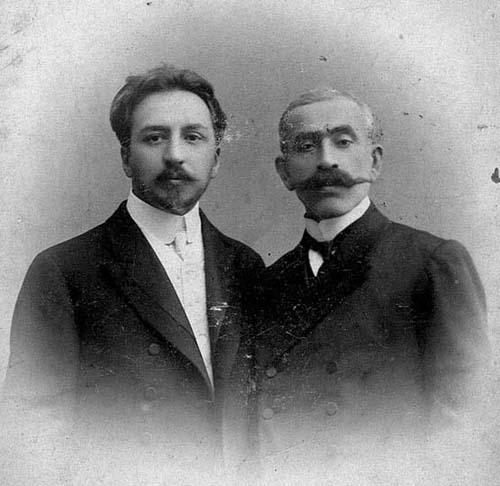

كان إسى باي حجينسكي أحد من الأشخاص الذي الذين استخرجوا النفط في جزيرة شيلياك في شاطئ تركمانستان.
كما عمل حجينسكي في الصيد في بحر قزوين وإنتاج الكافيار. و أسس إسى باي حجينسكي المؤسسة التجارية والصناعية «جادجينسكي - باكو», في 1916.
و كان عضوا في مجلس الدوما باكو بين 1896-1916.

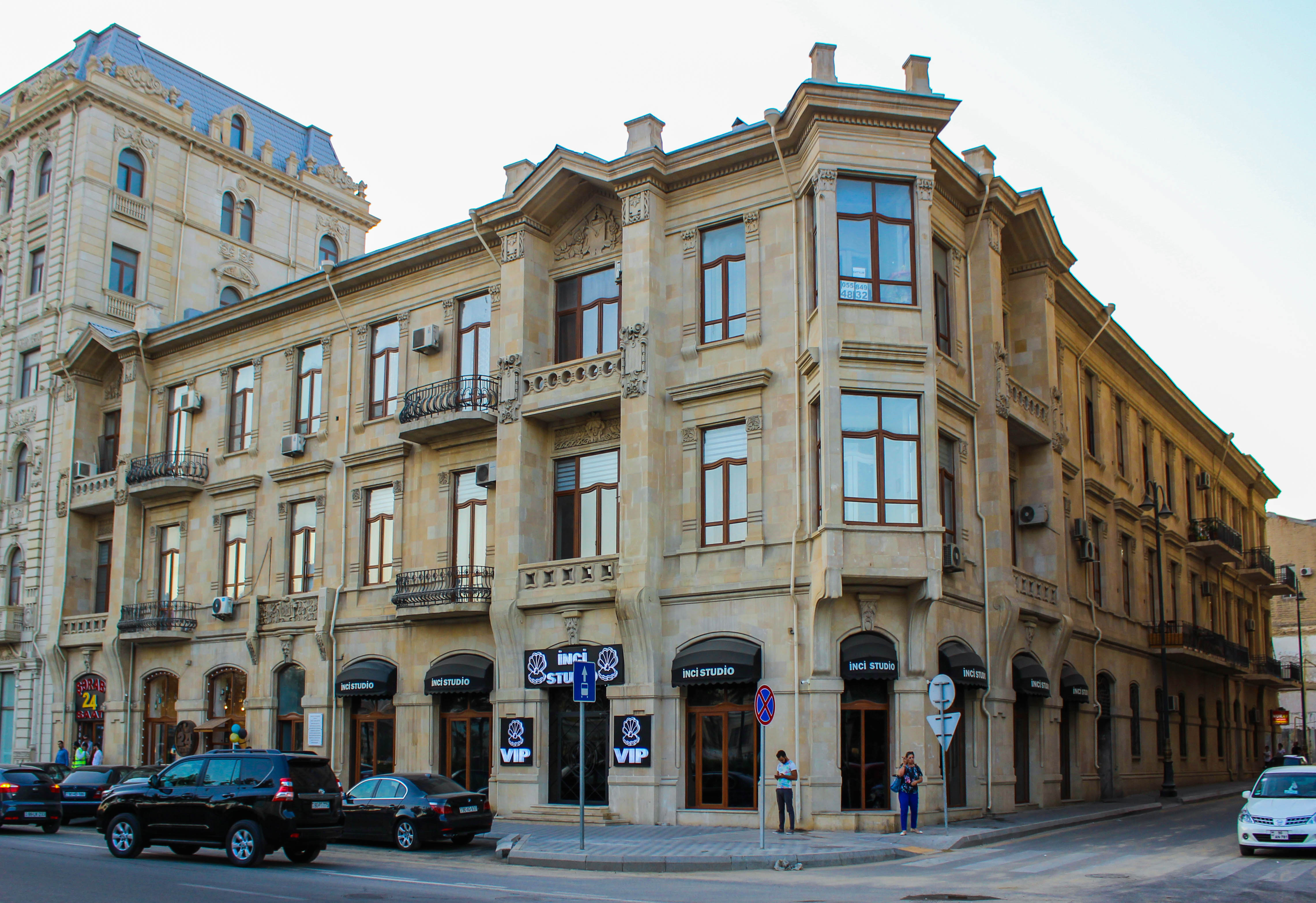
بيت إسى باي حجينسكي في شارع فضولى

## أعماله خيرية
في 1909, كان إسى باي حجينسكي حام فخري في مدرسة ثانوية لباكو. إنتقل على حساب لهذه مدرسة ثانوية لباكو الف روبل.
في 1913, أشترى حاجينسكي الريفي في ناهية منرالني فودي و حيث إستجموا الطلاب فيها كل عام في العطلات.
وبدعم حاجينسكي، تلقى 25 ولد من الأسر الفقيرة تعليمهم في روسيا، وبعضهم تدرسوا في فرنسا وألمانيا.

## بيت إسى باي حجينسكي
تم إنشاء البناء في1912.

عاشوا في هذا البيت زوجته خيرنسى هانم، أبناء سادق باي، أحمد باي، و بنته زيبيدى هانم.
لإنشاء بولفار باكو، أنفق إسى باي حجينسكي الكثير من المال، و لذلك قرر بناء ممتلكاته على الواجهة البحرية.
لدخول ممتلكاته على جانبي كانت تماثيل الأسود منحوتة من رخام.
للأسف، خلال حوادث مارس في عام 1918, تم تدمير تماثيل الأسود.
و حتى بعد أن كان المبنى جاهزًا تمامًا، أعجب حجينسكي البناء للغاية و يعطي المزيد من المال أكثر من الموعود للمهندس المعماري.
هناك العديد من الأسلوب مثل القوطية، الباروك، الحداثة، إلخ.
من الممكن رؤية على البناء اللوحة التذكارية شارل ديغول.

## أسرته
تزوج إسى باي حاجينسكي مع خيرانسة هانم خانلاروفا، الذي جاء أيضًا من عائلة نبيلة.
و عندهم ولدان ساديق باي وأحمد باي وعلي باي، وكذلك ابنة زبيدة هانم.
بعد أن احتلت الحكومة البلشفية باكو، فروا صادق وأحمد وعلي إلى فرنسا.
مصير صادق باي و أحمد باي غير معروف.
أصغرعلي باي عاد إلى باكو بعد الحرب العالمية الثانية، حيث تم الحبس عليه.

بعد وفاة إسى باي عاشت زبيدة هانم من العمرها 15 سنة مع الدتها في حالة فقر وتعرضت للاضطهاد بسبب أصلهما النبيل.